# Велико-Градиште (община)
Велико-Градиште (серб. Велико Градиште) — община в Сербии, входит в Браничевский округ.
Население общины составляет 19 868 человек (2007 год), плотность населения составляет 58 чел./км². Занимаемая площадь — 344 км², из них 72,1 % используется в промышленных целях.
Административный центр общины — город Велико-Градиште. Община Велико-Градиште состоит из 26 населённых пунктов, средняя площадь населённого пункта — 13,2 км².

## Статистика населения общины
| Год  | Население, чел. |
| ---- | --------------- |
| 1991 | 21032           |
| 2001 | 20743           |
| 2002 | 20680           |
| 2003 | 20575           |
| 2004 | 20458           |
| 2005 | 20288           |
| 2006 | 20081           |
| 2007 | 19868           |